# Résine chélatante
Les résines chélatantes sont une classe de résines échangeuses d'ions. Elles sont pratiquement toujours utilisées pour se lier à des cations et utilisent des chélateurs liés par covalence à une matrice en polymère. Les résines chélatantes sont semblables aux substances échangeuses d'ions habituelles. Leur utilisation principale est la pré-concentration d'ions métalliques dans les solutions diluées. On les utilise pour la décalcification des saumures dans les procédés chlore-alcali, l'élimination du bore de l'eau potable et la récupération des métaux nobles ou du groupe du platine en solution,,.

## Structure et propriétés
Les résines chélatantes fonctionnent comme les résines échangeuses d'ions ordinaires. La plupart d'entre elles sont des polymères, ou plus exactement des copolymères, portant des groupes fonctionnels réactifs qui chélatent les ions métalliques. Leur particularité provient de la nature des chélateurs supportés par le polymère. On trouve par exemple des résines à base d'acide iminodiacétique HN(CH2COOH)2 sur une matrice styrène-divinylbenzène, produites à partir d'un copolymère styrène-divinylbenzène chlorométhylé. 
Ces résines ont une affinité presque négligeable pour les métaux alcalins et alcalino-terreux. De petites quantités de résine peuvent être utilisées pour concentrer les éléments-traces métalliques dans les eaux naturelles ou les fluides biologiques, dans lesquels les métaux alcalins ou alcalino-terreux ont des concentrations plus élevées de trois à quatre ordres de grandeur.
D'autres groupes fonctionnels liées à des résines chélatantes sont par exemple les aminophosphonates (en), la thiourée et la 2-picolylamine (en).

## Applications dans l'élimination des métaux lourds
Les sols contaminés par des éléments-traces métalliques, y compris des radionucléides, sont traités à l'aide de résines chélatantes,.
Des polymères chélatants ont été proposés pour le traitement de pathologies conduisant à une accumulation d'ions fer, comme l'hémochromatose de type 1 (hémosidérose héréditaire),,, et la maladie de Wilson (accumulation du cuivre) en chélatant les ions métalliques pour limiter leur biodisponibilité.